# 弗卢特申
弗卢特申是德国莱茵兰-普法尔茨州的一个市镇。总面积3.37平方公里，总人口677人，其中男性316人，女性361人（2011年12月31日），人口密度201人/平方公里。